# 난쟁이도가머리박쥐
난쟁이도가머리박쥐 또는 피터스사냥개박쥐(Eumops bonariensis)는 큰귀박쥐과에 속하는 박쥐의 일종으로 남아메리카와 중앙아메리카에서 서식한다.

## 특징
일반명이 시사하는 바와 같이 도가머리박쥐속 박쥐 중에서 가장 작은 종이다. 성체의 전체 몸길이는 9~13cm이고, 몸무게는 보통 12~20g이다. 그러나 아종에 따라서 크기가 현격한 차이를 보이며, 가장 작은 아종은 "나누스"(E. b. nanus)로 몸무게가 7g에 불과하다.

## 분포 및 서식지
난쟁이도가머리박쥐는 멕시코 남부 지역부터 중앙아메리카 전체를 거쳐 칠레를 제외한 여러 남아메리카 국가에서 발견된다. 울창한 열대우림부터 건조 가시 관목 지대까지 다양한 범위의 환경에서 서식한다. 저지대 서식지에서 가장 흔하게 발견되지만 콜롬비아의 해발 1000m 고지대에서도 발견된다.

## 아종
4종의 아종이 알려져 있다.
- 난쟁이도가머리박쥐 (Eumops bonariensis bonariensis) - 우루과이와 브라질 인근 지역, 아르헨티나
- 베커도가머리박쥐 (Eumops bonariensis beckeri) - 페루, 브라질 남부, 볼리비아, 파라과이, 아르헨티나 북부
- 델타도가머리박쥐 (Eumops bonariensis delticus) - 브라질 북부와 인근 여러 나라
- 난쟁이사냥개박쥐 (Eumops bonariensis nanus) - 에콰도르, 콜롬비아, 베네수엘라, 기아나, 멕시코 북부와 남부

베커도가머리박쥐는 파타고니아도가머리박쥐의 이명으로 간주하기도 한다.